# Letizia Borghesi
Letizia Borghesi (Cles, 16 ottobre 1998) è una ciclista su strada italiana che corre per il team EF-Oatly-Cannondale. Attiva in formazioni UCI dal 2017, ha vinto una tappa al Giro d'Italia 2019.

## Carriera
Nata nel 1998 a Cles ma originaria di Rallo, in Trentino, inizia a praticare il ciclismo a 12 anni.
A 19 anni, nel 2017, inizia la carriera da Elite, con la Servetto-Giusta, prendendo parte al Giro delle Fiandre ma non portandolo a termine. Nel 2018 passa alla BePink; in stagione partecipa a un altro Giro delle Fiandre, concluso in 50ª posizione.
L'anno successivo, con la nuova squadra, l'Aromitalia-Vaiano, prende parte al Giro della Fiandre, ritirandosi, alla Liegi-Bastogne-Liegi, terminando 35ª, e anche al Giro d'Italia, chiuso al 66º posto in classifica generale, ma soprattutto con una vittoria di tappa, la quarta, di 101,1 km, da Lissone a Carate Brianza; con questo risultato riporta l'Italia al successo al Giro due anni dopo la vittoria di Marta Bastianelli nel 2017 a Polla.
A fine 2021 lascia l'Aromitalia Vaiano per gareggiare con il nuovo WorldTeam statunitense EF Education-Tibco-SVB, con cui nel 2022 prende parte a Giro d'Italia e Tour de France.

## Palmarès
- 2019 (Aromitalia Vaiano, una vittoria)

4ª tappa Giro d'Italia (Lissone > Carate Brianza)

## Piazzamenti

### Grandi Giri
- Giro d'Italia

2019: 66ª
2020: 76ª
2021: 49ª
2022: 81ª
2023: 40ª
2024: ritirata (7ª tappa)
- Tour de France

2022: ritirata (7ª tappa)
2023: 62ª

### Classiche
- Giro delle Fiandre

2017: ritirata
2018: 50ª
2019: ritirata
2021: squalificata
2022: 64ª
2023: 50ª
2024: 31ª
- Parigi-Roubaix

2022: ritirata
2023: 53ª
2024: 13ª
- Liegi-Bastogne-Liegi

2019: 35ª
2020: ritirata

### Competizioni mondiali
- Campionati del mondo gravel

Veneto 2022 - Elite: 8ª
Veneto 2023 - Elite: 11ª
Belgio 2024 - Elite: 44ª

### Competizioni europee
- Campionati europei

Plouay 2020 - In linea Under-23: 11ª
- Campionati europei gravel

Belgio 2023 - Elite: 28ª
Italia 2024 - Elite: 4ª